# Faaite
Faaite (anciennement écrit Faaiti) est un atoll annulaire situé dans l'archipel des Tuamotu en Polynésie française. Il fait administrativement partie de la commune d'Anaa, un atoll voisin.

## Géographie

### Situation
Faaite est situé à 15 km à l'ouest de Tahanea, l'île la plus proche, à 21 km à l'est de Fakarava, et à 61 km au nord d'Anaa ainsi qu'à 418 km au nord-est de Tahiti. L'atoll de forme ovale s'étend sur 26 km de longueur et 12 km de largeur maximales pour une superficie de terres émergées de 9 km2. Son lagon fait 227 km2 et est accessible par une passe artificielle, dite de « Teporihoa » creusée à l'ouest près du village d'Hitianau.

### Géologie
D'un point de vue géologique, l'atoll est l'excroissance corallienne (de quelques mètres) du sommet d'un petit mont volcanique sous-marin homonyme, qui mesure 1 925 mètres depuis le plancher océanique, formé il y a 53,5 à 55,0 millions d'années.

### Démographie
En 2017, la population totale de Faaite est de 317 personnes, principalement regroupées dans le village de Hitianau ; son évolution est la suivante :
| 185                                                     | 222 | 246 | 310 | 362 | 401 | 317 |
| Sources ISPF et Gouvernement de la Polynésie française. |     |     |     |     |     |     |

## Histoire
La vie pré-coloniale se base sur l'exploitation de la kumara, du taro, de Pisonia grandis et Scaevola frutescens. Vers 1770, les guerriers parata d'Anaa sont en conflit avec ceux de Rangiroa mais Faaite reste neutre.

### Découverte par les Européens
La première mention de l'atoll par un Européen est faite en 1803 par le navigateur anglais John Buyers (en) qui l'aborde avec son navire le Margaret. Il est ensuite visité le 16 juillet 1820 par un baron germano-balte au service de l'Empire russe : Fabian Gottlieb von Bellingshausen qui la nomme « île Miloradovitch », mais ce nom non-occidental tombe rapidement dans l'oubli,.

### Période contemporaine
Au XIXe siècle, Faaite devient un territoire français (Établissements français de l'Océanie), peuplé par environ 150 habitants, qui développe une petite production d'huile de coco (d'environ dix tonneaux par an vers 1860). À partir de 1870, l'évangélisation de l'atoll est entreprise par des missionnaires catholiques, notamment menée par les pères Germain Fierens (18xx-1900) et Vincent de Paul Terlijn (1849-1906) qui meurt sur l'atoll lors du passage, le 8 février 1906, d'un cyclone. Vers 1900 est érigée l'imposante église Sainte-Marie-Madeleine de Faaite dans le village d'Hitianau (l'église est entièrement rénovée en 2008).

#### Affaire des bûchers
En 1987 une partie de la population de Faaite est victime d'une psychose collective qui aboutit à l'« affaire des bûchers » survenue le 2 septembre 1987. Le 3 août 1987, trois femmes du renouveau charismatique catholique de Tahiti viennent prêcher sur l'atoll dans un style qui tranche avec la modération du père Hubert Coppenrath, responsable catholique de la région : cela provoque des visions, des extases, des transes, des guérisons collectives et des dénonciations publiques des péchés supposés des habitants. 
Elles persuadent les habitants que le diable se trouve sur l'île et qu'il doit en être chassé par tous les moyens, faute de quoi l'île risque d'être engloutie dans un cataclysme. De nombreuses messes sont célébrées et de longues prières sont organisées, entraînant de plus en plus de personnes sur le mode « si tu n'es pas avec nous, tu es contre nous ». Trois semaines plus tard, fin août, les prêcheuses désignent sept jeunes comme « élus » et leur transmettent leur « pouvoir de guérison ». Elles quittent ensuite l'île avec plusieurs d'entre eux pour aller à Fakarava. Pendant ce temps, les autorités de Faaite (maire délégué et muto'i, le policier local) sont parties à Tahiti pour le congrès des Communes. Peu à peu, la population est prise d'un délire collectif : les jeunes revenus de Fakarava se lancent dans des séances d'exorcisme sur des gens qu'ils croient possédés. La première victime est Harry Ioane, adjoint au maire, torturé puis assassiné ; son corps est brûlé sur un bûcher devant l'église. La psychose conduit à considérer tout signe jugé suspect comme la preuve que la personne est possédée, et qu'il faut chasser le démon de son corps. Une de ces personnes, Tautu, jugée possédée, est brûlée vive. Sous prétexte d'exorciser (y compris des membres de leurs propres familles), les jeunes tortionnaires font régner la terreur sur l'île du 2 au 4 septembre 1987 : six personnes sont tuées, certaines brûlées vives. Faaite étant isolée de Tahiti, les autorités, prévenues par téléphone, ne peuvent débarquer que deux jours après le premier bûcher. Le père Coppenrath, revenu de Tahiti en urgence avec le maire, un médecin et des gendarmes, met fin aux exactions.  
Vingt-quatre personnes comparaissent devant la Cour d'assises de Papeete : vingt-et-une sont condamnés en mars 1990. La défense demande l'acquittement général pour raison psychiatrique (perte du discernement). Le jeune homme considéré comme le principal meneur est condamné à quatorze ans de prison, neuf autres sont condamnés à des peines entre 5 et 10 ans de prison et les autres, qui n'ont commis ni violences ni meurtres mais n'ont pas assisté les personnes en danger, à 4 ans avec sursis. La principale prêcheuse  instigatrice, Sylvia Alexandre, étant repartie au moment des faits et n'ayant pas ouvertement appelé au meurtre, n'est pas inculpée. Les pratiques du renouveau charismatique catholique, inspirées par le messianisme nord-américain, n'ont pas non plus été spécifiquement mises en cause.
Une stèle à la mémoire des victimes a été dressée, mais les personnes ayant cru à la mystification (ou y croyant encore) ont obtenu qu'elle soit retirée et cet épisode reste encore très gênant dans la mémoire collective. Pour l'anthropologue Bruno Saura, l'« affaire des bûchers » s'explique par l'isolement de Faaite, la petite taille de la population (183 habitants au moment des faits), le manque de connaissances (scolarité minimale, uniquement religieuse) et la crédulité consécutive favorisant les dérives théocratiques.

## Flore et faune
Faaite présente la particularité de posséder, près des quais de Hitianau, un exemplaire de l'arbre Erythrina variegata (en tahitien : Atae) potentiellement importé de Tahanea.

## Économie
Faaite vit de la culture des cocotiers pour la production de coprah, de la pêche aux holothuries pour l'exportation vers l'Asie et de l'exploitation de parcs à poissons près de la passe ainsi que d'une petite activité de perliculture autorisée sur 100 ha dans l'ouest du lagon. L'activité principale de l'atoll est le tourisme en raison d'un site exceptionnel : le koko de Faaite, situé au nord-est de l'atoll, l'un des plus beaux des Tuamotu. Un koko est un conduit naturel karstique qui communique avec l'océan et d'où l'eau sort avec force lors de chaque marée montante et s'évacue en un fort siphon à marée descendante.
L'atoll possède un aérodrome, avec une piste de 1 200 m, situé au nord-ouest de l'île. Il accueille, en moyenne, environ 150 vols et 2 700 passagers par an.